# Jasmine Masters
Martell Robinson (nascut el 16 d'octubre de 1976), conegut amb el nom artístic de Jasmine Masters, és una drag queen nord-americana, celebritat d'Internet, youtuber i còmic stand-up. És més conegut per competir a la setena temporada de RuPaul's Drag Race i RuPaul's Drag Race All Stars temporada 4. Robinson és responsable de diversos vídeos virals, molts dels quals s'han convertit en memes, sobretot And I Oop! que va ser el gif més utilitzat del 2019.

## Primers anys de vida
Martell Robinson va néixer el 16 d'octubre de 1976 al comtat de Los Angeles, Califòrnia. El primer cop que va fer drag fou el 1997 als 21 anys fent-se passar per Patti LaBelle. El nom drag "Jasmine Masters" prové de Jasmine Guy i la seva mare drag, Destiny Masters. Va fer una audició per a Drag Race començant amb la segona temporada.

## Carrera
Jasmine va ser anunciada com una dels catorze concursants de la setena temporada de RuPaul's Drag Race el 2 de març de 2015. Va ser eliminada en el tercer episodi després de la sincronització de llavis contra Kennedy Davenport, i va col·locar-se en la 12a posició general. Durant el seu temps al programa, va rebre amenaces de mort en línia, incloent comentaris racistes, que finalment van portar a RuPaul a defensar Masters a Twitter. Nina Bo'Nina Brown farà referència a Masters el 2017 per a la novena temporada de Drag Race, amb Brown fent-la passar per al "Snatch Game".
Masters va competir a l'especial de televisió Drag Race RuPaul's Drag Race Holi-slay Spectacular. Més tard, Masters va publicar un vídeo de YouTube explicant per què no apareixia tant com els altres concursants de l'especial, afirmant que Shangela va arribar tard durant un dels assajos, cosa que va provocar que Masters es frustés i abandonés el plató abans d'hora.
Es va anunciar que Masters competiria a la quarta temporada de RuPaul's Drag Race All Stars. Va ser eliminada en el primer episodi per Trinity the Tuck després de la seva mala actuació de monòleg per al programa de talent, col·locant-se en 10a posició. Va tenir l'oportunitat de tornar al sisè episodi, on les reines eliminades es van enfrontar amb les reines encara en curs, però va perdre una sincronització de llavis amb Trinity, eliminant-la definitivament.
Va aparèixer com a convidada per al primer repte de l'estrena de l'onzena temporada de Drag Race.

## En la cultura popular
Un clip de Masters interrompent-se en estat de xoc, conegut com "And I Oop", va esdevenir un meme d'Internet el 2019. Es va originar a partir d'un vídeo de YouTube del 2015 anomenat "Jasmine Masters handle your licor". Segons Giphy, "And I Oop" de Masters va ser el gif més utilitzat del 2019, amb més de 419 milions de visualitzacions. Els mestres també van marcar el terme.

## Premis i nominacions
| Curs | Award         | Categoria       | Treball                       | Resultats  |
| ---- | ------------- | --------------- | ----------------------------- | ---------- |
| 2020 | Shorty Awards | Gif of the Year | Jasmine Masters - "And I OOP" | Guanyadora |